# Lakhon nai

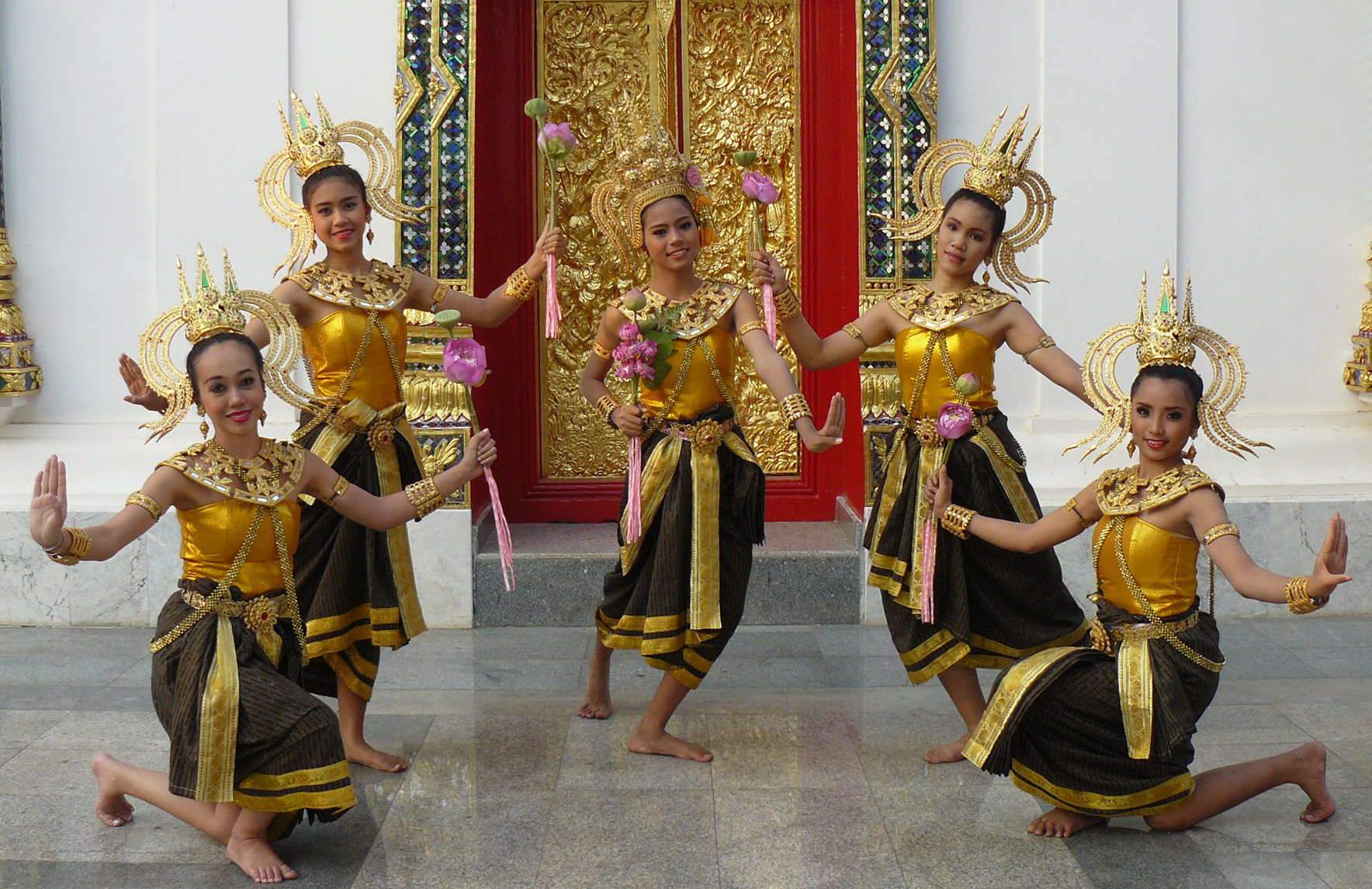
Tradycyjny taniec tajski

Lakhon nai (taj. ละครใน) – tradycyjna forma tajskiej sztuki taneczno-dramatycznej, tradycyjnie uprawiana wyłącznie przez kobiety. Pierwotnie ta forma tańca była wykonywana przez kobiety zamieszkujące wewnętrzny dwór królewski. W lakhon nai nie używa się masek, charakterystyczne są za to okazałe nakrycia głowy i bogata biżuteria.